# Komendant harcerzy
Komendant harcerzy (łac. harcerorum Sacrae Regiae Maiestatis praefectus) – urząd dworski I Rzeczypospolitej.
Stał na czele przybocznej gwardii królewskiej drabantów.